# Neol Davies
Neol Davies (Coventry, 26 april 1952) is een Brits muzikant, hij is bekend geworden als gitarist en oprichter van skaband The Selecter.

## Biografie
Davies werd opgevoed door zijn vader en zus, zijn moeder overleed toen hij 11 jaar was. Davies werd beïnvloed door acts als The Shadows, Duane Eddy, The Beatles en The Who. Hij begon zijn carrière in blues-, reggae- en soulbands, en werkte daarnaast onder meer als vorkheftruckchauffeur. 
In 1977 nam Davies een instrumentaal nummer op met trombonist Barry Jones en drummer John Bradbury; The Selecter. In 1979 werd het nummer pas uitgebracht als B-kant van Gangsters, de debuutsingle van The Specials, de band waar Bradbury (1953-2015) zich bij had aangesloten. Omdat ook de B-kant werd gedraaid kwam er vraag naar optredens en richtte Davies in allerijl The Selecter op, met een prominente rol voor zangeres Pauline Black. The Selecter groeide samen met The Specials en Madness uit tot de kopstukken van de ska-revival die via het 2 Tone-label in gang werd gezet. Davies schreef de meeste nummers waaronder de hits On My Radio, Missing Words en The Whisper, welke laatste single werd uitgebracht op Chrysalis, mede-eigenaar van 2 Tone. 
De band hield in 1981 op te bestaan, maar tien jaar later vormde Davies een nieuwe Selecter met Pauline Black die sindsdien het enige vaste bandlid is. Na een aantal tournees door Amerika, Japan en Europa besloot Davies om zijn horizon te verbreden, hij begon Selecter Instrumental, een achtkoppige band met blazers en Hammondorgel die - overeenkomstig de naam - instrumentale versies speelde van ska-klassiekers en filmsoundtracks, alsmede eigen nummers. 
Verder begon Davies het platenlabel VoMatic Records waarop hij cd's uitbracht onder de namen Box of Blues (1999, een samenwerkingsproject met Specials-bassist Horace Panter) en Future Swamp (met SI-organist Justin Dodsworth). Ook nam hij het traditionele ska-nummer Come of Age op met zanger-pianist Floyd Loyd voor de compilatie-cd Tropical New Wave.
In 2009 bestond The Selecter dertig jaar, omdat het hem niet lukte de originele bezetting weer bijeen te brengen begon Davies een eigen Selecter, een met een zanger in plaats van een zangeres. Daarover zei hij op zijn toenmalige website "Ik hoorde hem (John Gibbons) zingen en wilde met hem samenwerken". Een succes was het niet, Pauline Black spande een proces aan en verwierf de rechten op de groepsnaam. 
In 2019 verleende Davies zijn medewerking aan de tweede cd (Writes Eyes) van Subject A.
In 2023 kwam het tot een reünie met producer Roger Lomas en trombonist Barry Jones nadat laatstgenoemde een jaar eerder was geïnterviewd voor een 2 Tone-fanzine. Ook hieraan werd een artikel gewijd.